# Sorn (chanteuse)
Pour les articles homonymes, voir Sorn.
Chonnasorn Sajakul (thaï : ชลนสร สัจจกุล ; née le 18 novembre 1996), aussi connue sous le nom de Sorn (coréen : 손), est une chanteuse thaïlandaise. Elle est la gagnante de la saison 1 de l'émission sud-coréenne K-pop Star Hunt en 2011. En 2015, elle devient membre du girl group sud-coréen CLC par Cube Entertainment.

## Jeunesse
Quand Sorn était jeune, sa mère lui a permis de suivre des cours de chant pour atteindre son objectif de devenir chanteuse. Elle vient également d'un milieu privilégié, puisque son père, Wanasthana Sajakul, travaille pour le premier ministre thaïlandais et son frère Teerapat Sajakul est également chanteur. En 2011, elle a participé à l'émission sud-coréenne K-pop Star Hunt de tvN et a été nommée gagnante de la première saison.
En 2013, Sorn apparaît dans un documentaire intitulé Seoul: Capital of K-Pop (Inside K-Pop) où elle a parlé de sa vie de stagiaire et de ce que cela impliquait. Elle est ensuite apparue dans un documentaire qui se concentrait sur sa camarade de groupe, Seunghee. Elle a également fait une collaboration avec G.NA intitulée "Because You Are The One", chantée en anglais.

## Carrière
Le 19 mars 2015, Sorn débute dans le groupe sud-coréen CLC de Cube Entertainment avec leur premier EP First Love.
Elle commence sa carrière solo le 23 mars 2021 avec son premier single ‘Run’.
Le 13 août 2021, CLC arrête ses activités de groupe sous Cube Entertainment.
Le 16 novembre 2021, Sorn annonce sur Instagram qu'elle quitte Cube Entertainment.
Durant l'année 2023, elle affirme vouloir reformer CLC et confirme que le groupe (après consultation des autres membres) est temporairement inactif. 

## Discographie

### Collaborations
| Année | Titre                     | Artiste                     | Album |
| ----- | ------------------------- | --------------------------- | ----- |
| 2012  | "Because You Are The One" | G.NA feat Sorn              | Oui   |
| 2021  | "My Domain"               | Emily Mei feat Sorn & Amber | Non   |
| 2023  | "Cold Like Snow"          | Yellow Claw feat Sorn       | Non   |

Carrière Solo
| Année | Featuring            | Titre               |
| ----- | -------------------- | ------------------- |
| 2021  | -                    | Run                 |
| 2022  | -                    | Sharp Objects       |
| 2022  | -                    | Scorpio             |
| 2022  | -                    | Save Me             |
| 2022  | Yeeun (El7z Up (en)) | Nirvana Girl        |
| 2023  | -                    | Not A Friend        |
| 2023  | -                    | U Already Know      |
| 2023  | Seungyeon            | Rowdy               |
| 2024  | -                    | Cool                |
| 2024  | Hongseok             | Crazy Stupid Lovers |
| 2024  | J.Tajor              | BAD4US              |
| 2024  | -                    | Nobody              |
| 2024  | -                    | Cool Waters         |
| 2024  | -                    | Heartstorm          |
| 2024  | -                    | BAD4US (solo ver.)  |

## Filmographie

### Dramas télévisés
| Année | Titre     | Rôle       |
| ----- | --------- | ---------- |
| 2010  | Fai Amata | Kaiwei Yao |

### Émissions télévisées
| Année | Titre                                     | Chaîne         | Notes                                                                           |
| ----- | ----------------------------------------- | -------------- | ------------------------------------------------------------------------------- |
| 2011  | K-Pop Star Hunt                           | tvN            | Émission d'audition Sorn a gagné et est devenue stagiaire de Cube Entertainment |
| 2013  | Seoul: Capital of K-Pop (Inside K-Pop)    | NAT GEO People |                                                                                 |
| 2014  | Cube Entertainment's Way of Training Sorn | Arirang TV     | Documentaire                                                                    |
| 2014  | When Charles Met Chulsoo                  | SBS            | Documentaire                                                                    |
| 2015  | Simply K-Pop                              | Arirang TV     | Présentatrice                                                                   |
| 2016  | Idol Party                                | TV Chosun      | Avec Yuta de NCT                                                                |
| 2019  | Let's Get Rich X OGN                      | OGN Esports    | OGN Game Trip en Thaïlande avec Niel de Teen Top                                |
| 2019  | Simply K-Pop                              | Arirang TV     | Présentatrice                                                                   |